# 소염기

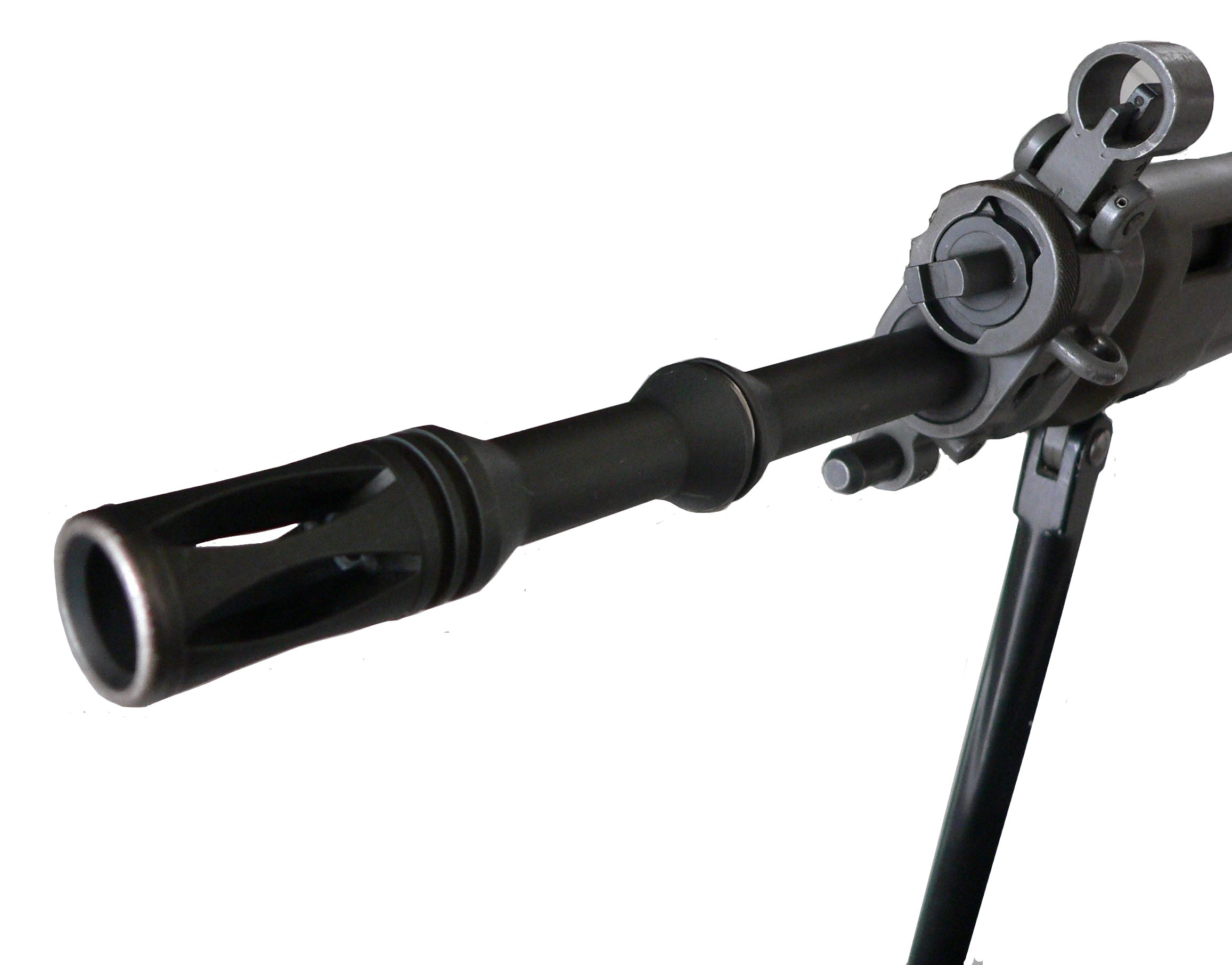
총구 첨단을 뒤따르고 있는 구멍이 빈 장치가(버드 케이지：새장형) 소염기(SIG SG550)

소염기(영어: flash suppressor)는 총신의 첨단에 장착해 발화염의 발생을 억제하는 장치이다. 플래시하이더라고도 호칭된다. 주로 라이플 총화기에 장비된다.
소염기와 같이, 총신 첨단에 장착하는 것에 머즐브레이크가 있지만, 목적, 효과가 다르다.

## 개요
총열이 긴 총기나 장약량의 적은 탄약의 경우, 탄환이 총구를 떠나기까지 발사 화약은 거의 연소해, 총구에서는 대체로 발사연기만 배출된다. 그러나, 총열이 짧은 총기나 장약량이 많은 탄약의 경우에서는, 발사 화약이 총구를 나온 후에 연소해 구형의 발화염이 된다. 이 발화염은 야간 사격 시에는 사수의 시야를 방해 암순응을 파괴해, 사격, 조준 능력의 저하를 부른다. 또, 야간 전투시는 특히 발화염에 의해 적에게 발사 위치가 판명하기 쉬워진다. 소염기는 위의 문제를 경감하기 위해서 고안 되었다.

## 기능

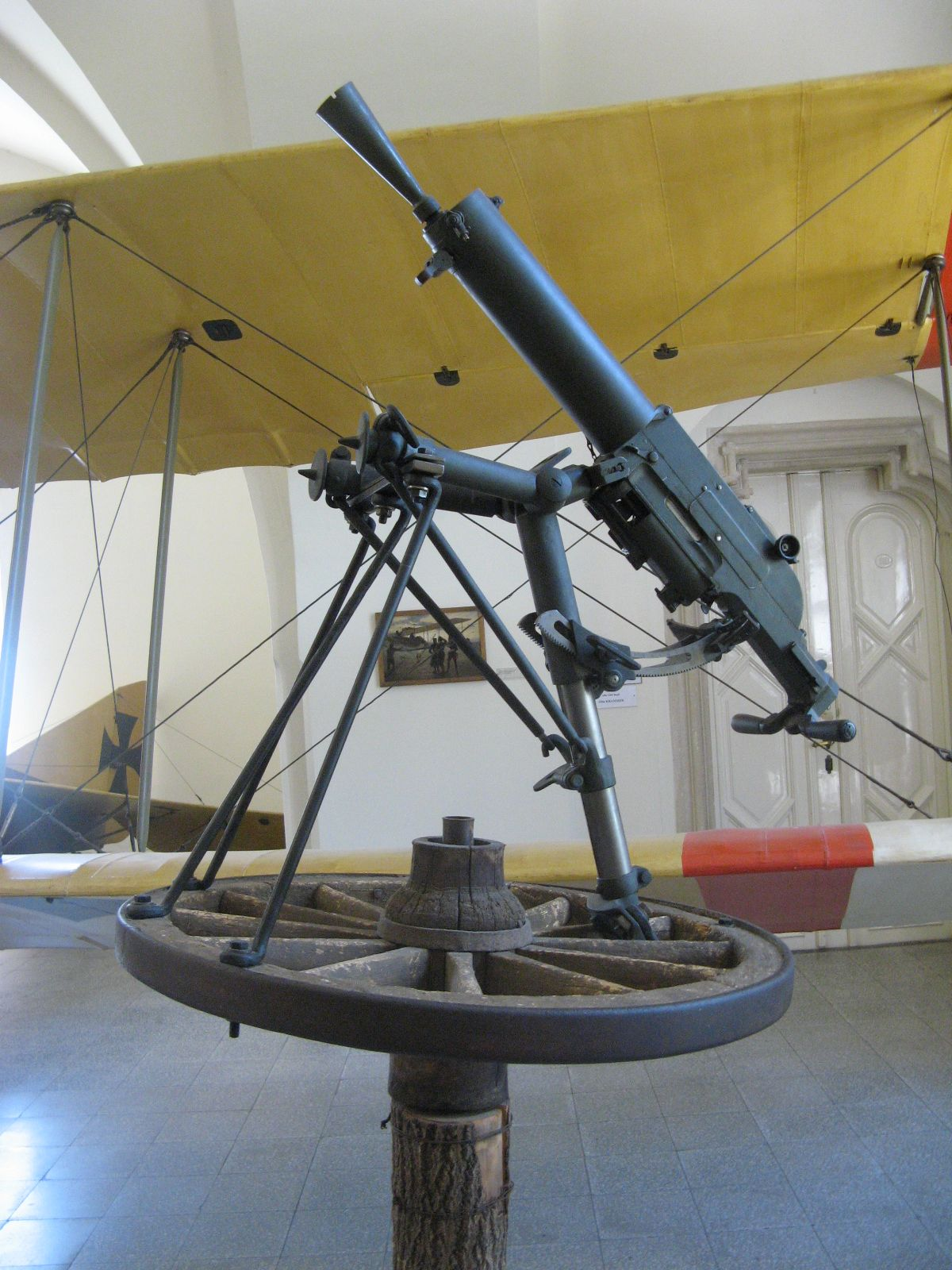
슈바르츠 적포도주 중기관총의 총신 첨단에 장비된 원추형장의 소염기이다

초기는 원추형의 깔때기 모양의 물건이 많아, 이것들은 일반적으로는 플래시서프레서는 아니고 플래시하이더라고 호칭된다. 또, 원추형인 것부터, 머즐 콘, 플래시 콘이라고도 호칭된다. 이 형상의 물건은, 총구로부터 탄환이 멀어진 뒤에 나오는 연소 가스를, 깔때기 형상의 내부의 공간에서 태우는 것으로 발화염의 발생을 억제해, 사수로부터 발화염을 보이기 어렵게 하는 구조가 되고 있다. 또, 메가폰과 같이 발사음의 확산을 전방으로 한정해, 사수의 귀에의 부담을 경감하는 효과도 있다. 대형이 되기 쉬운 일이나 기능이 한정되어 적의 방향에 대해서 발화염을 숨길 수 없는 것등에서, 제2차 세계대전 이후의 장비예는 적다.
장비예：브렌 경기관총, 리앤필드 정글 카빈, M1 개런드(추가 장비), M1A1(추가 장비), 99식 경기관총, DP28 경기관총등

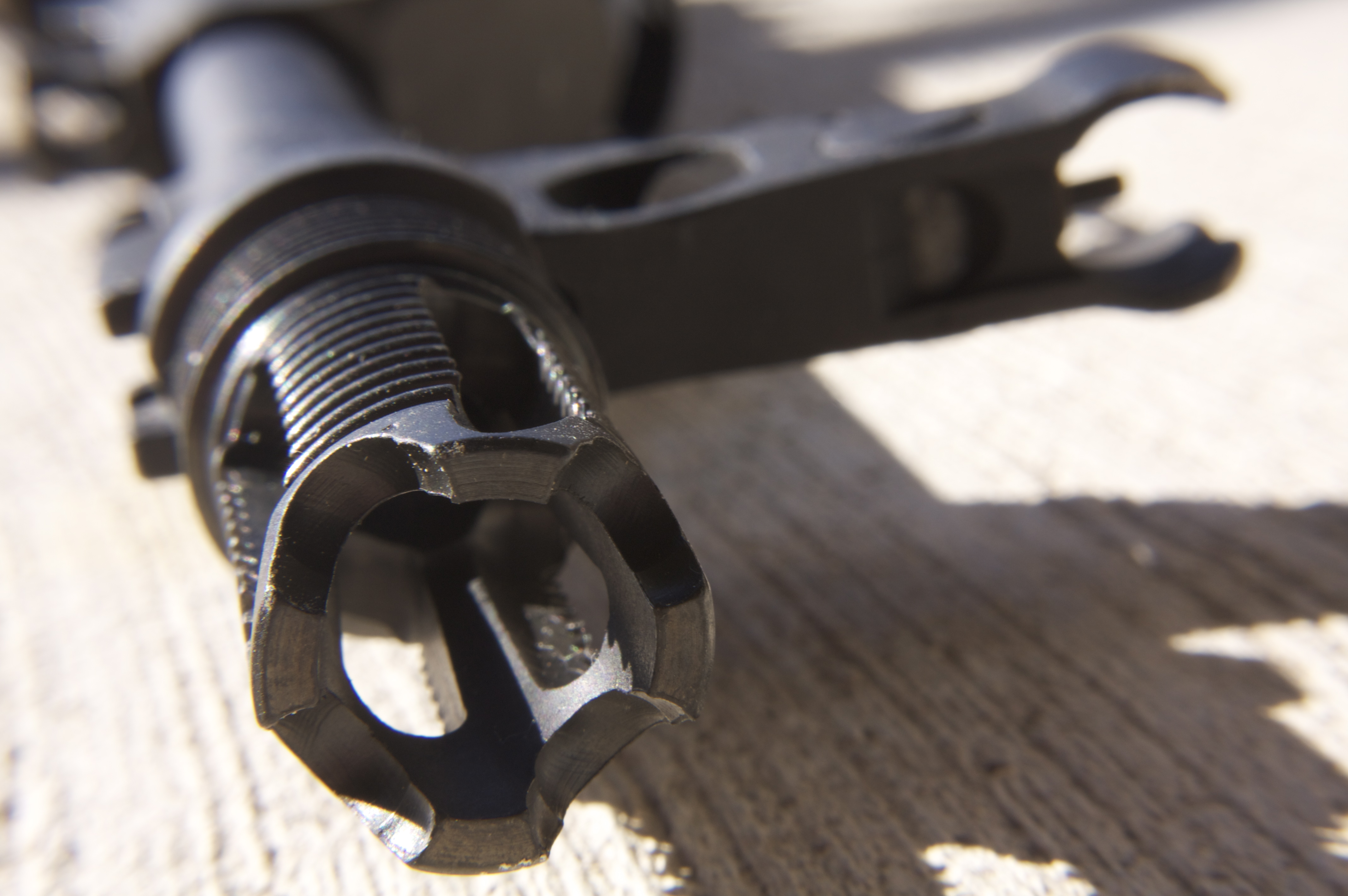
트스타바 M70B의 소염기

제2차 세계대전 이후는, 총신지름보다 약간 큰 원통형으로 좌우, 또는 주위에 복수의 슬릿이나 구멍을 마련한 형상의 물건이 일반적이 되었다.
이 형상의 물건은, 연소 가스를 슬릿이나 구멍으로부터 분산해 방출해 급속히 냉각하는 것으로 밀도와 온도를 큰폭으로 저하시켜, 발화염의 발생을 억제하는 구조가 되고 있다. 전방이 통로 하고 있는 슬릿 형상의 것도 존재하지만, 이 형상의 경우 슬릿에 이물이 협 기다리거나 외부로부터의 힘에 의해 변형하기 쉬운 등의 문제도 있기 위해, 전방을 연결해 새장 형상으로 한 것의 채용이 많아지고 있다. 호칭으로서는, 플래시서프레서, 플래시하이더 모두 구별 없이 사용되고 있다.
또, 이 형상의 플래시서프레서에서는 발사 가스가 주위에 확산되기 위해, 반동을 경감하는 효과도 있다. 반면, 발사 가스의 확산에 의해 발포음은 커지는 경향에 있다. 또, 윗쪽에만 슬릿을 마련하는 것으로 컴펜세이터로서의 기능도 가지고 있는 M16A2의 플래시서프레서와 같이 복수의 역할을 가진 것도 많아, 플래시서프레서와 머즐브레이크의 기능이 통합된 것「소염제퇴기」도 존재한다. NATO 연합 및 서방 각국에서 사용되고 있는 돌격소총에서는 소염기의 외경을 22 mm로 한 것을 채용해, 총류탄의 발사장치를 겸용하고 있는 예가 많다.
장비예：K2, AK-47, 89식 소총등 다수

## 같이 보기
- 소음기